# My Mind's Eye
«My Mind's Eye» es una canción de la banda gótica noruega Sirenia. Fue lanzada como un CD para promoción en radio en febrero de 2007, siendo el único sencillo extraído de su álbum Nine Destinies and a Downfall (2007).
La versión de radio es ligeramente más corta que la del álbum (en poco más de 20 segundos), debido a la edición de partes instrumentales en la introducción y en el intermedio, con la finalidad de que la canción tuviera un sonido aún más pop y más "digerible" para todo el público. 
"The Other Side", otro tema extraído del disco, fue un vídeo sólo para la promoción, y no fue lanzado oficialmente como un  sencillo.

## Video musical
Antes del lanzamiento del álbum, Sirenia viajó a Serbia y Montenegro y grabó dos vídeos musicales con el equipo de iCODE Team Producctions. Junto con "My Mind's Eye", grabaron "The Other Side". Ambos fueron los primeros de la banda.
En el vídeo aparece como segundo guitarrista Bjørnar Landa, a pesar de que no contribuyó con la grabación del disco.

## Recepción
"My Mind's Eye" fue el primer gran éxito internacional de la banda, liderando las listas de radio en varios países. 
El video se difundió ampliamente en Austria, Suiza, Australia y Alemania, además de que se transmitió por MTV.

## Lista de canciones
1. «My Mind's Eye» (Radio Edit) – 3:15
2. «My Mind's Eye» (Album Edit) – 3:38

## Créditos
- Morten Veland – Guitarra, Bajo, Teclado, Programaciones
- Monika Pedersen – Voz
- Jonathan Pérez – Batería

### Músicos de sesión
- The Sirenian Choir : Damien Surian, Mathieu Landry, Emmanuelle Zoldan, Sandrine Gouttebel – Coro